# Baliosus parvulus
Baliosus parvulus es un coleóptero de la familia Chrysomelidae.
Fue descrita científicamente por primera vez en 1877 por Félicien Chapuis.